# Franz Fischler
Franz Fischler (Absam, 23 september 1946) is een politicus van Oostenrijkse afkomst. In Oostenrijk was hij van 1989 tot 1994 minister van Land- en Bosbouw. Tussen januari 1995 en november 2004 was Fischler Europees Commissaris voor Landbouw en Plattelandsontwikkeling in drie achtereenvolgende commissies. Tussen 1999 en 2004 had Fischler eveneens de verantwoordelijkheid voor de portefeuille Visserij.

## Biografie
Fischler studeerde Agronomie aan de Universiteit van Wenen. Daarnaast werd hij in november 1978 verheven tot doctor in de Natuurwetenschappen en Bedrijfskunde. Tussen 1973 en 1979 was Fischler werkzaam geweest als assistent aan het Instituut voor Landbouwbedrijfseconomie in Wenen. In 1979 kreeg Fischler een aanstelling bij het Landbouwschap van Tirol, waar hij tot en met 1989 achtereenvolgens commissaris (1979-1984) en directeur (1985-1989) was. Hij werd in april 1989 benoemd tot minister van Land- en Bosbouw in het tweede kabinet van minister-president Franz Vranitzky. Fischler werd herbenoemd in het derde kabinet van Vranitzky en zou aanblijven tot november 1994. In november 1994 werd hij benoemd tot Europees commissaris voor Landbouw en Plattelandsontwikkeling.
 Martin Bangemann ·  Ritt Bjerregaard ·  Emma Bonino ·  Leon Brittan ·  Hans van den Broek ·  Édith Cresson ·  João de Deus Pinheiro ·  Franz Fischler ·  Pádraig Flynn ·  Anita Gradin ·  Neil Kinnock ·  Erkki Liikanen ·  Manuel Marín ·  Karel Van Miert ·  Mario Monti ·  Marcelino Oreja ·  Christos Papoutsis ·  Jacques Santer ·  Yves Thibault de Silguy ·  Monika Wulf-Mathies